# Hylomyscus baeri
Hylomyscus baeri là một loài động vật có vú trong họ Chuột, bộ Gặm nhấm. Loài này được Heim de Balsac & Aellen mô tả năm 1965.